# Autosticha academica
Autosticha academica är en fjärilsart som beskrevs av Edward Meyrick 1922. Autosticha academica ingår i släktet Autosticha och familjen plattmalar. Inga underarter finns listade i Catalogue of Life.